# Ланцюг

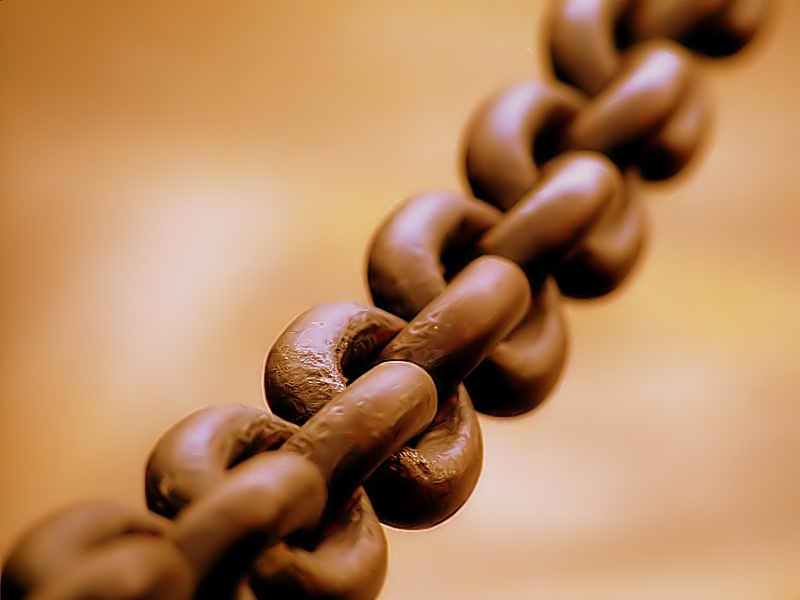
Зварний ланцюг

Ланцюг

Ланцю́г, розм. цеп, діал. ланц, лане́ць — конструкція, що складається з однакових жорстких деталей (ланок), рухомо сполучених між собою послідовно та може бути реалізована як:
1. набір металевих кілець, послідовно з'єднаних одне з одним;
2. гнучкий виріб, що складається з послідовно шарнірно сполучених ланок, елемент машин чи споруд, яку використовують для урухомлення виконавчих органів та передавання крутного моменту чи тягового зусилля.

## Етимологія
- Слово ланцюг походить через посередництво пол. łańcug (сучасна форма łańcuch) від сер.-в.-нім. незасвідченого слова *lannzug, утвореного, ймовірно, від сер.-в.-нім. lanne («ланцюг») + zug («низка», «ряд»)[4].
- Походження слів ланець, ланц неясне: можливо, вони походять від того ж середньоверхньонімецького lanne або утворені від «ланцюг» внаслідок сприйняття прикінцевого -юг як збільшувального суфікса[4].
- Слово цеп має питомо українське походження: від д.-рус. чепь/цѣпь < прасл. *čěpati («хапати», «чіпати», «згинати»)[5]. Не виключений зв'язок зі словом «ціп»[6][7].
- Застаріле ре́тязь[8] (прасл. *retęzь), очевидно, запозичене з германських мов: порівнюється з дав.-ісл. rėkendi/rėkendr, дав.-англ. racente, давн.в-нім. rahhinza. Менш переконлива версія про питомо слов'янське походження, що пояснює *retęzь як пізнішу форму від *vertęzь — контамінації *vьr̥těti («вертіти») + *vęzati («в'язати»)[9]. Відомий вираз «увірвався ретязь» («кінчилось терпіння»)[8].

## Типи ланцюгів
За конструктивним виконанням розрізняють ланцюги:
- зварні (звичайні й калібровані);
- роликові та втулкові[10];
- зубчасті[11];
- пластинчасті (шарнірні)[12][13];
- розбірні (гачкові) тощо.

Ланцюги, які використовують у техніці за призначенням поділяються на:
- приводні — у приводах машин для передачі механічної енергії між валами[10][11];
- тягові — для переміщення вантажів на конвеєрах, елеваторах, транспортерах тощо[12];
- вантажні — у вантажопіднімальних машинах та гідротехнічних спорудах для підвішування та підіймання вантажів[14][13];
- якірні — для сполучення якоря з корпусними елементами судна[15];
- пилкові — використовують як різальний елемент устаткування у лісозаготівельній, деревообробній та гірничій галузях промисловості;
- рушійні — використовують у вигляді гусениць як рушіїв у приводах транспортних засобів, з метою підвищення прохідності тощо.

## Матеріал
Ланцюги виготовляють з ковкого чавуну, сталі. Широко застосовуються в гірничій техніці, зокрема в конвеєрах скребкових, комплексах очисних тощо.

## Запобіжний ланцюг
Запобіжний канат (запобіжний ланцюг) — канат або ланцюг, призначений для запобігання від падіння гірничої машини при обриві її тягового органу в процесі експлуатації на пластах з кутами падіння понад 8°.